# Chișineu-Criș
Chisineu Cris là một thị xã thuộc hạt Arad, România. Dân số thời điểm năm 2002 là 8341 người.